# Manuel Sanchís Hontiyuelo
Manuel Sanchís Hontiyuelo, ismertebb nevén Manolo Sanchís (Madrid, 1965. május 23. –) korábbi spanyol labdarúgó. Karrierje során csak egy csapatban, a Real Madridban játszott. Édesapja, Manuel Sanchís Martínez szintén tagja volt a Realnak 1964-től 1971-ig.

## Karrierje
Sanchís pályafutásának első csapata a Real tartalékcsapata, a Castilla volt. Itt 1983 és 1984 között játszott.
Az első csapatban ugyanebben a szezonban bemutatkozhatott, december 3-án a Real Murcia ellen, és a mérkőzés egyetlen gólját szerezte. Ebben az idényben még egy gólt szerzett.
A következő 15 évben minden szezonban legalább 30 mérkőzésen játszott.
2001-ben vonult vissza, 710 mérkőzéssel (524 bajnoki) a háta mögött, ami a mai napig rekord a klubnál. 1988-tól 2001-ig a klub csapatkapitánya volt.

## A válogatottban
Miután az U21-es válogatottal Európa-bajnok lett (1986), a felnőtt csapatban 1988-ban, egy Eb-selejtezőn mutatkozhatott be, Románia ellen.
Játszott az 1988-as Eb-n és az 1990-es vb-n is. Ezekkel együtt 48 mérkőzésen jutott szóhoz, ezeken összesen egy gólt szerzett.

## Sikerei, díjai

### Klub
- Bajnokok Ligája: 1997–98, 1999–00
- UEFA-kupa: 1984–85, 1985–86
- Interkontinentális kupa: 1998
- Bajnok: 1985–86, 1986–87, 1987–88, 1988–89, 1989–90, 1994–95, 1996–97, 2000–01
- Kupagyőztes: 1989, 1993
- Szuperkupa-győztes: 1988, 1989, 1990, 1993, 1999
- Ligakupa-győztes: 1984–85
- Trofeo Santiago Bernabéu: 1983, 1984, 1985, 1987, 1989, 1991, 1994, 1995, 1996, 1997, 1998, 1999, 2000

### Válogatott
- U21-es Európa-bajnok: 1986

### Egyéni
- Az év spanyol labdarúgója: 1989–90

## Statisztikái

### Klubcsapatban
| Szezon         | Klub                 | Klub teljesítmény | Klub teljesítmény | Klub teljesítmény | Nemzeti kupa | Nemzeti kupa | Ligakupa        | Ligakupa        | Nemzetközi kupa | Nemzetközi kupa | Egyéb    | Egyéb | Összesen | Összesen |
| Szezon         | Klub                 | Bajnokság         | Mérkőzés          | Gólok             | Mérkőzés     | Gólok        | Mérkőzés        | Gólok           | Mérkőzés        | Gólok           | Mérkőzés | Gólok | Mérkőzés | Gólok    |
| Spanyolország  | Spanyolország        | League            | League            | League            | Copa del Rey | Copa del Rey | Copa de la Liga | Copa de la Liga | Európai         | Európai         | Egyéb    | Egyéb | Összesen | Összesen |
| -------------- | -------------------- | ----------------- | ----------------- | ----------------- | ------------ | ------------ | --------------- | --------------- | --------------- | --------------- | -------- | ----- | -------- | -------- |
| 1983–84        | Real Madrid Castilla | Segunda División  | 10                | 2                 | 0            | 0            | –               | –               | –               | –               | –        | –     | 10       | 2        |
| 1983–84        | Real Madrid          | La Liga           | 18                | 3                 | 0            | 0            | 2               | 0               | –               | –               | –        | –     | 20       | 3        |
| 1984–85        | Real Madrid          | La Liga           | 30                | 4                 | 1            | 0            | 6               | 0               | 10              | 1               | –        | –     | 47       | 1        |
| 1985–86        | Real Madrid          | La Liga           | 28                | 1                 | 6            | 2            | –               | –               | 7               | 0               | –        | –     | 41       | 3        |
| 1986–87        | Real Madrid          | La Liga           | 36                | 2                 | 6            | 0            | –               | –               | 7               | 1               | –        | –     | 49       | 3        |
| 1987–88        | Real Madrid          | La Liga           | 33                | 9                 | 8            | 0            | –               | –               | 8               | 1               | –        | –     | 49       | 10       |
| 1988–89        | Real Madrid          | La Liga           | 33                | 3                 | 9            | 0            | –               | –               | 7               | 0               | 2        | 0     | 51       | 3        |
| 1989–90        | Real Madrid          | La Liga           | 34                | 3                 | 7            | 0            | –               | –               | 4               | 0               | –        | –     | 45       | 3        |
| 1990–91        | Real Madrid          | La Liga           | 31                | 2                 | 2            | 0            | –               | –               | 1               | 0               | 2        | 0     | 36       | 2        |
| 1991–92        | Real Madrid          | La Liga           | 37                | 1                 | 6            | 1            | –               | –               | 9               | 1               | –        | –     | 52       | 3        |
| 1992–93        | Real Madrid          | La Liga           | 37                | 1                 | 6            | 0            | –               | –               | 6               | 0               | –        | –     | 49       | 1        |
| 1993–94        | Real Madrid          | La Liga           | 32                | 1                 | 4            | 0            | –               | –               | 6               | 0               | 2        | 0     | 44       | 1        |
| 1994–95        | Real Madrid          | La Liga           | 37                | 1                 | 2            | 0            | –               | –               | 3               | 0               | –        | –     | 42       | 1        |
| 1995–96        | Real Madrid          | La Liga           | 32                | 1                 | 2            | 0            | –               | –               | 6               | 0               | 1        | 0     | 41       | 1        |
| 1996–97        | Real Madrid          | La Liga           | 22                | 0                 | 0            | 0            | –               | –               | –               | –               | –        | –     | 22       | 0        |
| 1997–98        | Real Madrid          | La Liga           | 31                | 1                 | 1            | 0            | –               | –               | 10              | 0               | 2        | 0     | 44       | 1        |
| 1998–99        | Real Madrid          | La Liga           | 33                | 0                 | 4            | 0            | –               | –               | 7               | 0               | 1        | 0     | 46       | 0        |
| 1999–00        | Real Madrid          | La Liga           | 14                | 0                 | 2            | 0            | –               | –               | 5               | 0               | 2        | 0     | 23       | 0        |
| 2000–01        | Real Madrid          | La Liga           | 5                 | 0                 | 1            | 0            | –               | –               | 3               | 0               | –        | –     | 9        | 0        |
| Teljes karrier | Teljes karrier       | Teljes karrier    | 533               | 35                | 67           | 3            | 8               | 0               | 99              | 4               | 13       | 0     | 720      | 42       |

1. ↑  Magába foglalja az összes pályára lépését a Bajnokok Ligájában, az Európa-ligában és a KEK-ben.
2. ↑  Magába foglalja az összes pályára lépését az interkontinentális kupán és a Szuperkupán.
3. 1 2 3 4 5  Pályára lépesei a Spanyol szuperkupán.
4. ↑  Pályára lépesei a Szuperkupán és egy pályára lépése a Interkontinentális kupán.
5. ↑  Pályára lépesei az Interkontinentális kupán.

### A válogatottban
| Spanyolország | Spanyolország | Spanyolország |
| Évek          | Mérkőzések    | Gólok         |
| ------------- | ------------- | ------------- |
| 1986          | 2             | 0             |
| 1987          | 6             | 1             |
| 1988          | 12            | 0             |
| 1989          | 7             | 0             |
| 1990          | 11            | 0             |
| 1991          | 7             | 0             |
| 1992          | 3             | 0             |
| Összesen      | 48            | 1             |

## Lásd még
- Egycsapatos labdarúgók listája

## Külső hivatkozások
- SANCHÍS (angol nyelven). realmadrid.com
- Sanchis, Manolo (angol nyelven). national-football-teams.com
- Sanchis, Manolo (angol nyelven). fifa.com. [2018. március 12-i dátummal az eredetiből archiválva]. (Hozzáférés: 2018. március 11.)
- Sanchis, Manolo (angol nyelven). eu-football.info
- Sanchis, Manolo (angol, spanyol nyelven). eu-bdfutbol.com
- Sanchis, Manolo (angol nyelven). worldfootball.net

| Előző Chendo | a Real Madrid CF csapatkapitánya 1993–2001 | Következő Fernando Hierro |